# Заседа код Нештина августа 1943.
23. августа 1943. Трећа војвођанска бригада НОВЈ дочекала је код Нештина у заседи немачку инжињеријску чету и потпуно је уништила. Немцима су нанети губици од 85 погинулих према партизанским, односно 63 погинула по немачким извештајима и 23 заробљена, док је бригада имала два тешко рањена борца који су касније умрли од рана.
Заробљени Немци су касније размењени за ухапшене припаднике НОП-а и таоце.

## План и припрема напада
У другој половини августа 1943. штаб Треће војвођанске бригаде примио је од теренског обавештајца из Нештина информација да је на пустару Церовача из Илока стигла једна немачка инжињеријска чета (120 војника) која сваког дана одлази на занимање на ливаду у Јанок долу, 3 км југоисточно од Нештина. Ова локација налазила се у непосредној близини осовинских посада. Након извиђања непријатеља и земљишта, штаб је одлучио да организује напад из заседе на ову немачку чету 23. августа ујутро. Пошто су се у непосредној близини налазиле јаке осовинске снаге (у Илоку један непријатељски пук у транспорту, у Сусеку стална посада, а на један километар источно од пустаре Церовача посада од око 50 усташа), напад је морао бити изведен одлучно и решен брзо.
Батаљони бригаде су се налазили на око 15 километара од места напада, па је био неопходан конспиративни ноћни марш. За напад су употребљени 1, 2 и Пратећа чета 4. батаљона бригаде, док су батаљон Сремског одреда и једна чета 4. батаљона предвиђена као обезбеђење од Нештина и Илока. 3. батаљон остављен је у средишњем делу Фрушке горе да би замаскирао покрет бригаде.
Ливада на којој је немачка чета одржавала наставу опкољена је шумом која је омогућила добро маскиран распоред заседе. Идеја штаба била је да се немачка чета пусти у заседу, па пошто се крилима батаљона затвори, отвори ватра из свег наоружања у трајању од 5 минута, и потом изврши јуриш. Пратећа чета 4. батаљона требало је да ватром својих оруђа подржи борбу и јуриш батаљона.

## Ток борбе
Пред зору су јединице стигле на место заседе и зазеле распоред маскирајући положаје. Командант бригаде је наредио да се ватра не сме отворити пре његовог знака, односно пре испаљивања прве минобацачке мине. Око 6,15 часова немачка инжињеријска чета (3. чета 46. резервног пионирског батаљона 173. резервне дивизије) је у колони по два ушла у заседу. Чета се кретала путем без икаквог обезбеђења, осим истурене патроле од 3 војника која није залазила у шуму. Пошто је стигла на ливаду, подофицири су постројили чету и очекивали командира чете да му предаду рапорт. У том моменту он је на коњу ушао у заседу. На знак команданта бригаде минобацачком одељењу испаљена је мина, која је експлодирала посред саме постројене чете. На то су и батаљони у заседи отворили ватру из пушкомитраљеза и пушака. Ова ватра из непосредне близине била је убитачна и прецизна, тако да приликом јуриша готово да и није било борбе, већ само прикупљања преживелих заробљеника и плена.
Чим је плен покупљен, бригада је са заробљеницима напустила поприште борбе. Око један час после борбе уследила је интервенција немачке моторизоване пешадије са десетак тенкова. Интервенција је ударила у празно, јер се бригада безбедно дохватила Фрушке горе.

## Резултат борбе
Током борбе уништена је комплетна немачка чета. Избројано је 85 погинулих и 22 заробљена Немца. Заплењена су 2 лака митраљеза, 72 пушке Маузер, 1 апарат за тражење мина, око 1500 метака и око 50 пари одела. Заробљеници су размењени за ухапшене припаднике НОП-а и таоце у Руми.
Трећа војвођанска бригада имала је два тешко рањена борца који су касније умрли од рана. Једна од погинулих била је Радинка Витасовић из Лаћарка, борац 1. батаљона, сестра диверзанта, народног хероја Тривуна Витасовића.